# Karol Paduch
Karol Paduch (ur. ok. 1818, zm. po 1850) – inżynier, cukrownik, uczestnik rewolucji lwowskiej w 1848 roku.
Syn Kazimierza Paducha – znanego krawca ze Lwowa. Po ukończeniu liceum akademickiego we Lwowie, studiował w latach 1836–1837 filozofię na Uniwersytecie Lwowskim, po czym przeniósł się na Politechnikę Wiedeńską. 
Wymienia się go wśród członków Stowarzyszenia Ludu Polskiego. W 1841 roku policja wiedeńska miała informację, że Karol organizował studentów, zachęcał ich do wstrzemięźliwego trybu życia i do lektur rewolucyjnych. Zwracano również uwagę na jego bliską znajomość z Kasprem Cięglewiczem. 
W roku 1843 powrócił do Lwowa. Latem 1845 roku wyjechał za paszportem do Królestwa Polskiego. W październiku tego roku zjawił się w Brukseli u Joachima Lelewela, skąd 10 grudnia 1846 roku nadesłał do „Tygodnika Rolniczego i Przemysłowego” we Lwowie artykuł „o aparacie kossakowskiego do ewaporowania klersy cukrowej” (1845/ nr 52). Bawiąc za granicą legalnie, nie przystąpił do Towarzystwa Demokratycznego Polskiego (TDP), chociaż na pewno miał kontakt z Centralizacją.
Powrócił do Lwowa 3 marca 1846 roku z zamiarem uczestnictwa w powstaniu. Policja austriacka zrewidowała jego rzeczy, nic jednak nie znalazła. Sam Karol zaznaczył, że przybył do Galicji szukać zatrudnienia w cukrownictwie, niestety bez skutku. Już w kwietniu tego samego roku pozwolono mu wyjechać na Wołyń via Brody. Niewykluczone, że znowu znalazł się na Zachodzie, gdyż powrócił do Lwowa wraz z następną z kolei rewolucją. W roku 1848 uznano go powszechnie za emigranta. 
Zajął wydatne miejsce w Zjednoczeniu Czeladzi Wszystkich Rzemiosł, liczącym ponad 1000 członków. Prowadził wśród czeladników agitację patriotyczną i demokratyczną, występując otwarcie jako proletariusz.
W tej ostatniej sprawie udał się do generała Józefa Bema. Stale też wypowiadał się za ściślejszym nadzorem RNC nad działalnością posłów polskich w Wiedniu. Dwukrotnie był delegowany do tego miasta: między 10 a 18 września, potem 11 października wraz z Marianem Sroczyńskim – z misją oddziaływania na posłów, aby domagali się odrębnego Sejmu dla Galicji. 
Do Lwowa już nie powrócił, nie wiadomo też czy brał udział w powstaniu wiedeńskim. W 1849 roku władze śledcze we Lwowie zaliczyły Karola do działaczy rewolucyjnych. Tymczasem Karol przebywał w Brukseli i podawał się za inżyniera fabrycznego i periodycznie zabiegał o prolongatę paszportu austriackiego, po raz ostatni w grudniu 1850.
Utrzymywał kontakt z krajem, m.in. należał w latach 1850–1855 do współpracowników poznańskiego „Ziemianina”. Nakładem tego pisma ogłosił rozprawę pt. „Pogląd na fabrykację cukru z buraków” (1850).